# Malaika Mihambo
Malaika Mihambo (* 3. února 1994 Heidelberg) je německá atletka, specializující se na skok daleký.

## Původ a studium
Její otec pochází ze Zanzibaru, matka je Němka. V roce 2012 složila maturitní zkoušky a začala studovat politologii.

## Sportovní kariéra
V mládí se věnovala judu a baletu, později se rozhodla pro atletiku. V roce 2013 se stala juniorskou mistryní Evropy ve skoku do dálky, o dva roky později dosáhla stejného úspěchu na mistrovství Evropy do 23 let. Celkem třikrát startovala na mistrovství Evropy – v roce 2014 obsadila v soutěži dálkařek čtvrté místo, o dva roky později získala bronzovou medaili a v roce 2018 zvítězila. Na olympiádě v roce 2016 skončila těsně pod stupni vítězů, výkonem 695 cm byla čtvrtá.